# فرودگاه بین‌المللی خوآن مانوئل گالوس
فرودگاه بین‌المللی خوآن مانوئل گالوس (به انگلیسی: Juan Manuel Gálvez International Airport) (به زبان بومی: Aeropuerto Internacional Juan Manuel Gálvez) یک فرودگاه همگانی با کد یاتا RTB است که یک باند فرود آسفالت دارد و طول باند آن ۲۰۹۰ متر است. این فرودگاه در کشور هندوراس قرار دارد و در ارتفاع ۱۲ متری از سطح دریا واقع شده‌است.

## شرکت‌های هواپیمایی و مقصدهای پروازی

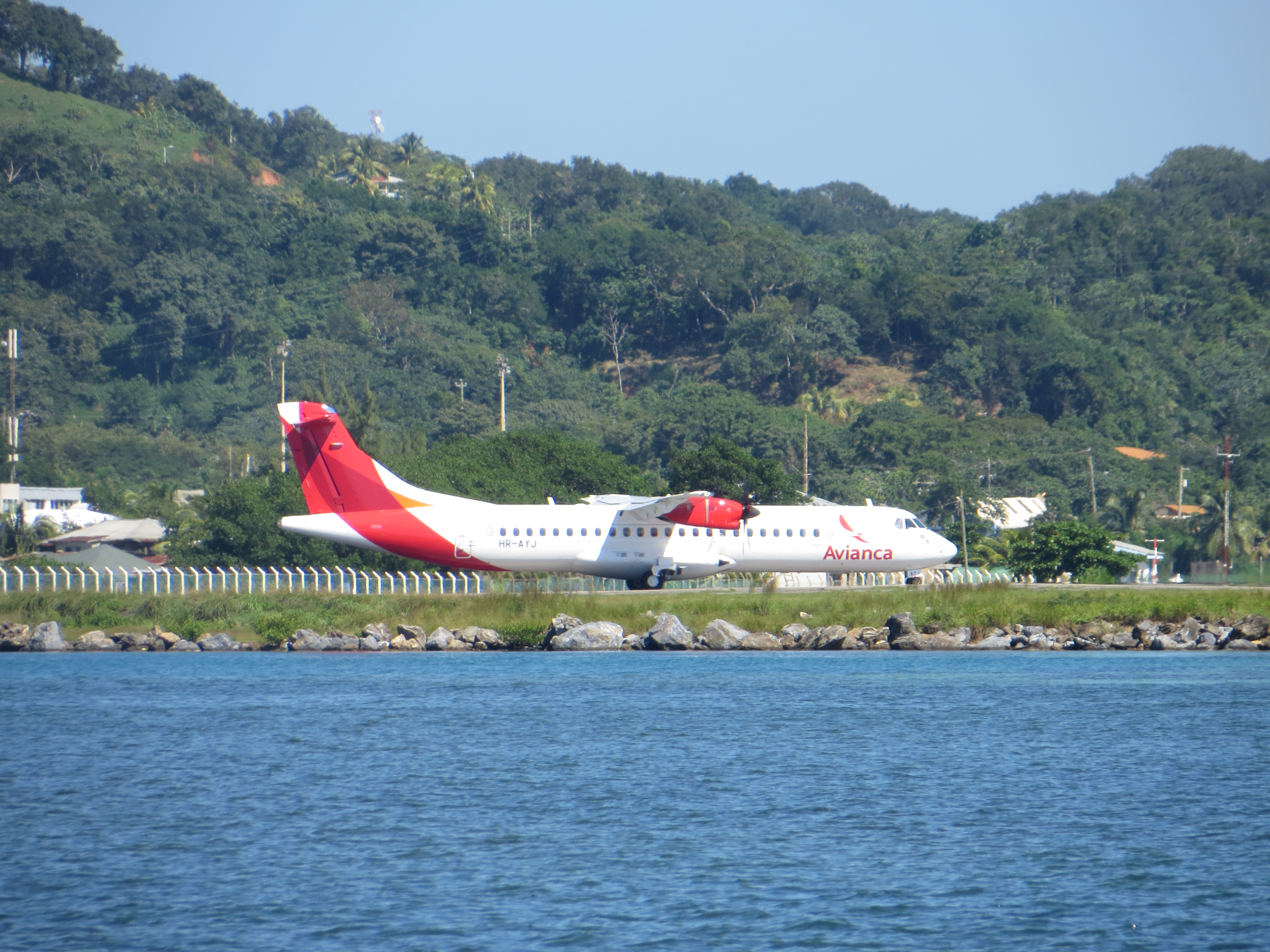
An اویانکا هندوراس ای‌تی‌آر ۷۲ taxiing for take-off

### مسافری
| شرکت‌های هواپیمایی                | مقصدهای پروازی                      |
| -------------------------------- | ----------------------------------- |
| AeroCaribe de Honduras           | گلسون                               |
| ائرولاینس سوسا                   | گلسون، رامون ویلدا مورالس، تونکنتین |
| ایر کاستاریکا                    | خوآن سانتاماریا                     |
| Air Panama                       | فصلی: آلبروک مارکوس برندزینو گلابرت |
| امریکن ایرلاینز                  | دالاس-فورت ورث، میامی               |
| امریکن ایگل                      | میامی                               |
| اویاتکا                          | السالوادور                          |
| اویانکا هندوراس                  | رامون ویلدا مورالس                  |
| Aviatsa                          | چارتر: تونکنتین,لا آررا             |
| BEDY EasySky اجرا توسط EasySky   | چارتر: هوانورا                      |
| بلو پاناروما ایرلاینز            | چارتر فصلی: میلانو مالپنسا          |
| Cayman Airways                   | اوون رابرتس                         |
| CM Airlines                      | رامون ویلدا مورالس، تونکنتین        |
| دلتا ایرلاینز                    | هارتسفیلد-جکسون آتلانتا             |
| EasySky                          | چارتر فصلی: خوزه مارتی              |
| IBC Airways                      | فورت لادردیل–هالیوود                |
| Lanhsa                           | گلسون                               |
| Transportes Aéreos Guatemaltecos | لا آررا چارتر: ایلوپانگو            |
| Tropic Air                       | فیلیپس اس. دبلیو. گلدسان            |
| یونایتد ایرلاینز                 | جرج بوش                             |

Cayman Airways has also announced new twice weekly nonstop service between the airport and گرند کیمن.